# Safe Air
A Safe Air é uma companhia aérea do Paquistão.